# Holzminden
Holzminden est une ville industrielle du sud de la Basse-Saxe en Allemagne, capitale du district du même nom, faisant partie de la région administrative de Hanovre.

## Histoire
| Appartenances historiques Principauté de Brunswick-Wolfenbüttel 1394-1807 Royaume de Westphalie 1807-1813 Duché de Brunswick 1815-1918 République de Weimar 1918-1933 Reich allemand 1933-1945 Allemagne occupée 1945-1949 Allemagne 1949-présent |

- Holzminden possédait deux camps d’internement de prisonniers durant la première guerre mondiale.

## Jumelage
- Leven (Écosse)